# Swithin

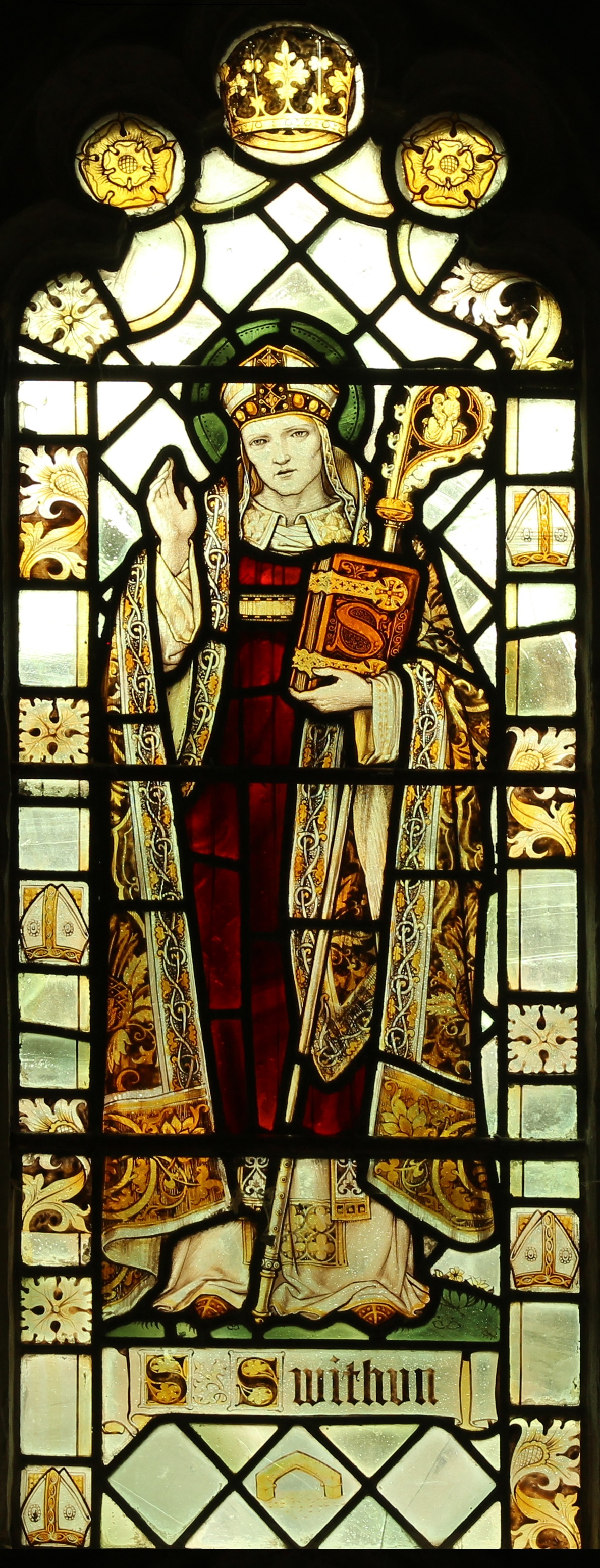
Glas-in-loodraam - Kerk van St Swithun-upon-Kingsgate, Winchester

Swithin of Swithun (Wessex, 800 – 2 juli 862) was een Angelsaksische bisschop en heilige.

## Leven
Hij groeide op in een abdij en werd diaken en priester ten tijde van Egbert, koning van Wessex (het Koninkrijk der West-Saksen). Swithin zou de opvoeder van Ethelwulf van Wessex zijn geweest. Hij was van 852 tot 862 bisschop van Winchester. In zijn eigen tijd werd er niet veel over hem opgeschreven, tenminste niet in de bronnen die ons nu tot onze beschikking staan. Hij staat, wel als enig onderwerp overigens, in de Angelsaksische kroniek vermeldt onder het jaar 861 - "Dit jaar stierf St. Swithun, bisschop".
De Engelse negentiende-eeuwse geschiedkundige John Mitchell Kemble heeft in 'Codex diplomaticus' drie handtekeningen van Swithun gevonden op negende-eeuwse oorkonden. Deze dateren respectievelijk uit 833, 838 en 860-862. In de eerste ondertekent de toekomstige heilige met Swithunus presbyter regis Egberti, (van Swithun, de priester, tijdens de regering van Egbert), in de tweede als Swithunus diaconus, (van Swithun, de diaken), en in de derde als Swithunus episcopus, (van Swithun, de bisschop). Dit betekent dat als de tweede handtekening echt is, de eerste dit niet kan zijn, aangezien men in de katholieke kerk in het algemeen eerst diaken en dan pas priester wordt. Het kan echter zijn dat het begrip 'diaken' duizend jaar geleden een andere betekenis had.

## Verering
Sint Swithun's naamdag is 15 juli. Meer dan honderd jaar na zijn dood, in 971, toen Dunstan en Æthelwold van Winchester hun kerkhervormingen invoerden, werd Sint Swithun uitverkoren als patroonheilige voor de gerestaureerde kerk van Winchester, die eerder al was gewijd aan de Heilige Drie-eenheid, Sint Pieter en Sint Paulus. Zijn lichaam werd verplaatst naar een nieuwe reliekschrijn in de oude kathedraal van Winchester. Later werd zijn lichaam opgedeeld over een aantal kleinere schrijnen. In ieder geval werd zijn hoofd later in de Middeleeuwen naar de kathedraal van Canterbury gebracht en beschikte de abdij van Peterborough over een arm.
Zijn hoofdschrijn werd in 1093 verplaatst naar de nieuwe Normandische kathedraal van Winchester. Het werd geïnstalleerd op een 'relikwieën platform' boven en achter het hoogaltaar. Deze zogenaamde retrochorus werd in het begin van de dertiende eeuw zo gebouwd om de grote aantallen pelgrims te kunnen accommoderen die zijn relieken wilden bezoeken en vooral onder de 'heilige' zelf wilden staan. Zijn lege tombe in de ruïnes van de oude kathedraal was ook populair bij de pelgrims. De schrijn werd in 1476 in de retrochorus zelf geplaatst. Tijdens de Engelse Reformatie werd dit alles verwoest. Een moderne nabootsing van het geheel staat nu op dezelfde plek als in de Middeleeuwen.
Mede omdat hij bisschop van Winchester was geweest, werden vele kapellen en kerken in Zuid-Engeland aan Sint Swithun gewijd, voornamelijk in het graafschap Hampshire. Een voorbeeld hiervan is de kerk van Headbourne Worthy ten noorden van Winchester. In de noordelijker gelegen stad Lincoln wijdde men ook een kerk aan hem, evenals in West-Noorwegen, waar de kathedraal van Stavanger aan hem is gewijd.

## Weerheilige en anektodes
Hij is de patroonheilige van het weer. Dit vindt onder meer weerklank in het in Groot-Brittannië nog immer populaire weerversje: "Als het regent op Sint Swithun's dag, 15 juli, zal het 40 dagen blijven regenen".
St Swithun's day if thou dost rain 
For forty days it will remain
St Swithun's day if thou be fair
For forty days 'twill rain na mair 
Swithun was op eigen verzoek buiten zijn oude kathedraal in Winchester begraven, zodat de "sweet rain of heaven" (zoete regen uit de hemel) ongehinderd op zijn graf kon vallen. Toen in 971 zijn lichaam naar een nieuwe reliekschrijn binnen in de oude kathedraal van Winchester werd overgebracht, zou de ceremonie 40 dagen zijn uitgesteld, vanwege aanhoudende hevige regen. Dit zou zijn opgevat als een teken van ongenoegen van de heilige over de verplaatsing van zijn lichaam. Gezien het bovenstaande zal het niet verbazen, dat Swithun vooral gezien wordt als een van heiligen tot wie men zich dient te richten in geval van droogte.
- Gemeinsame Normdatei: 128386606
- International Standard Name Identifier: 0000 0000 7976 509X
- Virtual International Authority File: 62598582
- WorldCat: E39PBJfRxJv7k8g3DY39dvJdQq